# La Differenza (gruppo musicale)
La Differenza è il nome di un gruppo pop rock italiano, formatosi a Vasto ed attivo dalla prima metà degli anni 2000.
Sono noti principalmente per il brano Che farò, brano finalista del Festival di Sanremo 2005. Un altro loro brano di successo è Disincantatamente.

## Formazione

### Formazione attuale
- Fabio Falcone (Vasto, 21 maggio 1976) - voce
- Simone Zaccagna detto "Jakka" (Vasto, 25 novembre 1972) - tastiere
- Giuseppe Martinelli detto "Giò" (Vasto, 9 marzo 1975) - basso
- Mattia Pompei detto "MattoMattia" (Teramo, 12 agosto 1982) - batteria (dal 2007 al 2009) - chitarra (dal 2009)
- Davide Cancelli (Ortona, 7 aprile 1986) - batteria (dal 2009)

### Ex componenti
- Fabio Tumini detto "Puma" (Roma, 5 luglio 1978) - chitarra
- Massimo "Max" Giuliani (Termoli, 24 giugno 1975) - batteria

## Discografia

### Album studio
- 2005 - Preso!
- 2007 - Un posto tranquillo
- 2009 - 3
- 2017 - Il tempo non (d)esiste

### EP
- 2011 - Oltre le nuvole

### Singoli
- 2004 - In un istante
- 2005 - Che farò
- 2005 - Percezione 90
- 2007 - Un posto tranquillo
- 2007 - Disincantatamente
- 2008 - Bandiere preziose
- 2008 - So Beautiful
- 2009 - Ci devi credere
- 2009 - Ieri oggi domani
- 2010 - Un tramonto d'estate a Parigi
- 2011 - Ogni volta
- 2012 - D'estate (feat. Cătălin Josan)
- 2012 - Baciami se
- 2013 - Sbronzo stronzo punto
- 2014 - Superficiale
- 2017 - Tira a campare (feat. Edoardo Bennato)

## Videografia

### Video musicali
| Anno | Titolo                                 | Regista/i                          |
| ---- | -------------------------------------- | ---------------------------------- |
| 2004 | In un istante                          | Cosimo Alemà                       |
| 2005 | Che farò                               | Vittorio Badini Confalonieri       |
| 2007 | Un posto tranquillo                    | Vittorio Badini Confalonieri       |
| 2007 | Disincatamente                         | Vittorio Badini Confalonieri       |
| 2008 | Bandiera bianca                        | Vittorio Badini Confalonieri       |
| 2008 | Bandiere preziose                      | Vittorio Badini Confalonieri       |
| 2008 | So Beautiful                           | Vittorio Badini Confalonieri       |
| 2009 | Ci devi credere                        | Marco Carlucci                     |
| 2009 | Ieri oggi domani                       | Mario Mansueto                     |
| 2010 | Un tramonto d'estate a Parigi          | Valentina Be                       |
| 2011 | Ogni volta                             | Claudio Zagarini, Gianluca Catania |
| 2012 | D'estate (feat. Cătălin Josan)         | Serena Corvaglia                   |
| 2012 | Baciami se                             | Giuseppe Martinelli                |
| 2017 | Tira a campare (feat. Edoardo Bennato) | Giuseppe Martinelli                |
| 2017 | Sole spento (feat. Omar Pedrini)       | Giuseppe Martinelli                |